# Ed Kemmer
Ed Kemmer, nato Edward William Kemmerer (Reading, 29 ottobre 1921 – New York, 9 novembre 2004), è stato un attore statunitense.
Ha recitato in 14 film dal 1956 al 1973 ed è apparso in oltre 70 produzioni televisive dal 1950 al 1983. Fu accreditato anche con il nome Edward Kemmer.

## Biografia
Ed Kemmer nacque a Reading, in Pennsylvania, il 29 ottobre 1921. Servì nella seconda guerra mondiale come pilota di aerei da caccia. Nel corso di un raid fu abbattuto e passò diversi mesi di prigionia nello Stalag Luft III in Polonia, dal quale tentò anche una fuga infruttuosa. Dopo la fine della guerra, frequentò la scuola di recitazione al College of Theater Arts e cominciò a recitare in teatro. Debuttò in televisione nel 1950 dopo aver superato un provino per la serie fantascientifica Space Patrol, per la quale interpretò il comandante Buzz Corry, il suo ruolo più noto, in 175 episodi dal 1950 al 1955.
Per la televisione vanta una lunga serie di partecipazioni a serie televisive. Interpretò tra gli altri, il capitano Fred Benteen in un doppio episodio della serie Cheyenne (1960), Roy Selby in diverse puntate della soap opera The Clear Horizon (1960-1962) e numerosi altri personaggi secondari o ruoli da guest star in episodi di serie televisive dagli anni cinquanta agli anni ottanta, anche con ruoli diversi in più di un episodio; collezionò, tra l'altro, altre presenze in 2 episodi di Sheriff of Cochise, 2 episodi di Navy Log, un episodio di Avventure in elicottero, 2 episodi di Sugarfoot, 2 episodi di The Ann Sothern Show, 2 episodi di Trackdown e 3 episodi di The Dick Powell Show. Prese parte anche a un episodio della serie classica di Ai confini della realtà, Incubo a 20.000 piedi, trasmesso in prima televisiva nel 1963.

La sua carriera cinematografica si compone di poche interpretazioni, tra cui quelle di Charlie Rains in La grande prigione (1956), Sonny Grover in Furia a Rio Apache (1957), Lee Darling in Calypso Joe (1957), Dennis P. Dennis in Panama Sal (1957), Dick in A Matter of Attitude (1958), Wayne Brooks in Giant from the Unknown (1958), Robert Wilcox in Furia d'amare (1958), il professor Art Kingman in La vendetta del ragno nero (1958), Frank Paige in Giungla di spie (1958), Chuck Lawson in Operazione uranio (1958) e Caesar in Il cielo è affollato (1960).
La sua ultima apparizione sugli schermi televisivi avvenne nella miniserie Kennedy, andata in onda nel 1983, che lo vide nel ruolo dell'ammiraglio Burke. Per gli schermi cinematografici recitò invece per l'ultima volta nel 1973 quando interpretò un reporter nel film Azione esecutiva.
Morì a New York il 9 novembre 2004 e fu cremato.

## Filmografia

### Cinema
- La grande prigione (Behind the High Wall), regia di Abner Biberman (1956)
- Furia a Rio Apache (Sierra Stranger) (1957)
- Calypso Joe (1957)
- Panama Sal (1957)
- A Matter of Attitude (1958)
- Giant from the Unknown (1958)
- Furia d'amare (Too Much, Too Soon), regia di Art Napoleon (1958)
- La vendetta del ragno nero (Earth vs. the Spider) (1958)
- Giungla di spie (Hong Kong Confidential) (1958)
- Operazione uranio (The Hot Angel) (1958)
- Il cielo è affollato (The Crowded Sky) (1960)
- La veglia delle aquile (A Gathering of Eagles) (1963)
- Mara of the Wilderness (1965)
- Azione esecutiva (Executive Action) (1973)

### Televisione
- Waterfront – serie TV, un episodio (1954)
- Space Patrol – serie TV, 175 episodi (1950-1955)
- The Secret Storm – serie TV (1965-1966)
- The Millionaire – serie TV, 2 episodi (1955-1960)
- The Pepsi-Cola Playhouse – serie TV, un episodio (1955)
- Alfred Hitchcock presenta (Alfred Hitchcock Presents) - serie TV, episodio 1x11 (1955)
- Dr. Christian – serie TV, 2 episodi (1956-1957)
- Navy Log – serie TV, episodi 1x38-2x24 (1956-1957)
- Lux Video Theatre – serie TV, 3 episodi (1956-1957)
- Warner Brothers Presents – serie TV, un episodio (1956)
- Cavalcade of America – serie TV, un episodio (1956)
- Scienza e fantasia (Science Fiction Theatre) – serie TV, episodio 2x19 (1956)
- Jane Wyman Presents the Fireside Theatre – serie TV, un episodio (1956)
- Sheriff of Cochise – serie TV, 2 episodi (1956)
- Ai confini della notte (The Edge of Night) - serie TV (1956)
- Così gira il mondo (As the World Turns) - serie TV (1956)
- Maverick – serie TV, 2 episodi (1957-1959)
- The Gray Ghost – serie TV, episodio 1x08 (1957)
- The 20th Century-Fox Hour – serie TV, episodio 2x14 (1957)
- Avventure in elicottero (Whirlybirds) – serie TV, un episodio (1957)
- Men of Annapolis – serie TV, 3 episodi (1957)
- The Silent Service – serie TV, un episodio (1957)
- Official Detective – serie TV, un episodio (1957)
- Man Without a Gun – serie TV, un episodio (1957)
- Trackdown – serie TV, 2 episodi (1958-1959)
- Indirizzo permanente (77 Sunset Strip) – serie TV, 3 episodi (1958-1961)
- How to Marry a Millionaire – serie TV, un episodio (1958)
- Gunsmoke - serie TV, episodio 3x33 (1958)
- Tombstone Territory – serie TV, un episodio (1958)
- Sugarfoot – serie TV, episodi 2x03-2x04 (1958)
- Bronco – serie TV, episodio 1x06 (1958)
- Flight – serie TV, episodio 1x23 (1958)
- Ricercato vivo o morto (Wanted: Dead or Alive) – serie TV, episodi 1x21-2x30 (1959-1960)
- Death Valley Days – serie TV, 2 episodi (1959-1962)
- Yancy Derringer – serie TV, episodio 1x19 (1959)
- Richard Diamond (Richard Diamond, Private Detective) – serie TV, un episodio (1959)
- The Ann Sothern Show – serie TV, 2 episodi (1959)
- David Niven Show (The David Niven Show) – serie TV, episodio 1x05 (1959)
- Alcoa Presents: One Step Beyond – serie TV, un episodio (1959)
- Mike Hammer – serie TV, un episodio (1959)
- Men Into Space – serie TV, episodio 1x01 (1959)
- Hawaiian Eye – serie TV, episodio 1x01 (1959)
- L'uomo e la sfida (The Man and the Challenge) – serie TV, episodio 1x08 (1959)
- The Rebel – serie TV, 3 episodi (1960-1961)
- Perry Mason – serie TV, 2 episodi (1960-1961)
- Laramie – serie TV, 2 episodi (1960-1963)
- Shotgun Slade – serie TV, un episodio (1960)
- Cheyenne – serie TV, 2 episodi (1960)
- Hotel de Paree – serie TV, un episodio (1960)
- Overland Trail – serie TV, un episodio (1960)
- Tales of Wells Fargo – serie TV, un episodio (1960)
- Philip Marlowe – serie TV, 2 episodi (1960)
- The Alaskans – serie TV, episodio 1x26 (1960)
- Colt.45 – serie TV, un episodio (1960)
- Il tenente Ballinger (M Squad) – serie TV, un episodio (1960)
- Coronado 9 – serie TV, un episodio (1960)
- The Clear Horizon – serie TV (1960)
- Surfside 6 – serie TV, episodi 2x02-2x23 (1961-1962)
- Carovana (Stagecoach West) – serie TV, episodio 1x37 (1961)
- Corruptors (Target: The Corruptors) – serie TV, episodio 1x04 (1961)
- The New Breed – serie TV, un episodio (1961)
- The Dick Powell Show – serie TV, 3 episodi (1962-1963)
- Gli uomini della prateria (Rawhide) – serie TV, 2 episodi (1962-1964)
- Shannon – serie TV, un episodio (1962)
- Saints and Sinners – serie TV, un episodio (1963)
- Il virginiano (The Virginian) – serie TV, episodio 1x22 (1963)
- Ai confini della realtà (The Twilight Zone) – serie TV, un episodio (1963)
- Il fuggiasco (The Fugitive) – serie TV, un episodio (1963)
- The Doctors – serie TV (1963)
- Lassie – serie TV, un episodio (1964)
- The Crisis (Kraft Suspense Theatre) – serie TV, un episodio (1964)
- Combat! – serie TV, un episodio (1964)
- Destini (Another World) - soap opera (1964)
- Carovane verso il west (Wagon Train) – serie TV, un episodio (1965)
- Somerset – serie TV (1970-1974)
- I Ryan (Ryan's Hope) – serie TV, un episodio (1979)
- Kennedy (1983)